# Янко-Триницкий, Александр Александрович
Александр Александрович Янко-Триницкий (28 апреля 1910, Иркутск — 5 июня 1984, Свердловск) — советский учёный, инженер, преподаватель высшей школы. Специалист в области электрических машин. Доктор технических наук, профессор кафедры «Теоретическая электротехника» Уральского политехнического института. Участник Великой Отечественной войны. Инженер-капитан на Тихоокеанском флоте.

## Биография
Родился 28 апреля 1910 года в городе Иркутске. С 15 лет подрабатывал экспедитором газет, потом поступил и в 1932 году закончил Киевский политехнический институт по специальности «инженер-электрик».
По распределению работал главным инженером в системе Уралэнерго, с 1932 года работал в Уральском индустриальном институте, где читал лекции по теории переменных токов, вел научную работу по изучение поверхностных электрических эффектов в токопроводах.
Учился в аспирантуре, в 1935 году представил работу на защиту в МЭИ, где получил положительный отзыв профессора К. А. Круга. В связи с затягиванием отзыва на работу в ГУУЗ НKTП, он поспешил написать новую работу «Электромагнитный расчет шин», которую защитил в 1940 году в Ленинградском индустриальном институте.
В 1938 году стал доцентом кафедры. В 1941 году ушел на фронт, служил на Тихоокеанском флоте (1941—1943), где вел научную работу по созданию методов размагничивания военных кораблей.
В 1945 году, после демобилизации, работал заведующим кафедрой «Теоретическая электротехника» (1945—1975). В 1960 году защитил докторскую диссертацию на тему: «Некоторые аналитические пути исследования переходных процессов в синхронных машинах». Получил ученую степень доктора технических наук и звание профессора. На кафедре работал до 1984 года.
Область научных интересов: методы анализа электромагнитных и электромеханических процессов в машинах переменного тока, методы анализа выпрямителя-инвертора, электромеханические переходные процессы в электрических машинах синхронного типа, динамика синхронных машин, автоматизированного тиристорного электропривода переменного тока и силовой преобразовательной техники.
Имел 20 авторских свидетельств на изобретения, являлся автором около 250 научных работ, подготовил 1 доктора и 14 кандидатов наук.
Скончался 5 июня 1984 года в Свердловске. Похоронен на Широкореченском кладбище в Екатеринбурге.

## Семья
Сестра Надия (1908-1987).

## Награды и звания
- Орден Отечественной войны 2-й степени
- Орден «Знак Почета»
- Медали

## Труды
- Янко-Триницкий А. А. Модулированные токи : диссертация канд. техн. наук / А. А. Янко-Триницкий; Урал. индустр. ин-т. — Свердловск, 1934. — 28 с.
- Янко-Триницкий А. А. Электромагнитный расчет шин. (Приближенные методы расчета): диссертация канд. техн. наук / А. А. Янко-Триницкий; Ленинград. Политехн. ин-т им. М. И. Калинина, Электромехан. фак.; Урал. индустр. ин-т им. С. М. Кирова. — Свердловск, 1939. — 138 с.
- Янко-Триницкий А. А. Некоторые аналитические пути исследования переходных процессов в синхронных машинах: автореферат дис. доктора технических наук / А. А. Янко-Триницкий ; Ленинград. политехн. ин-т. — Л., 1956. — 24 с.
- Янко-Триницкий А. А. Новый метод анализа работы синхронных двигателей при резкопеременных нагрузках / А. А. Янко-Триницкий. — М.; Л.: Госэнергоиздат, 1958. — 103 с.
- Задачник по курсу «Теоретические основы электротехники». Вып. 1. Векторная алгебра; Урал. политехн. ин-т. — Свердловск, 1961.